# シェルブール＝オクトヴィル
シェルブール＝アン＝コタンタン（Cherbourg-en-Cotentin）は、フランス北西部、イギリス海峡 (La Manche) に突き出すコタンタン半島先端に位置する港湾都市である。バス・ノルマンディー地域圏マンシュ県に属する。映画「シェルブールの雨傘」で知られている。
2016年1月1日、シェルブール＝オクトヴィルおよびエクルドルヴィル＝アンヌヴィル、ラ・グラスリー、クルクヴィル、トゥールラヴィルの合併により、シェルブール＝アン＝コタンタン（Cherbourg-en-Cotentin）となった。

## 歴史
ヴァイキングにより侵略され、コタンタン半島の港として建設が始まった。海軍力の整備に力を入れた国王ルイ16世によって軍港建設が進められ、ナポレオン1世によってさらなる要塞化が行われた。
第二次世界大戦初期におけるフランス侵攻中の1940年6月、降伏の直前にドイツ軍機甲師団によって占領される。1944年の連合国によるヨーロッパ侵攻にあたってシェルブール港は兵站上の重要な攻略目標となり、6月6日のノルマンディー上陸作戦に引き続いて激しい攻防戦の舞台となった（シェルブールの戦い）。同年6月末にシェルブールは解放されたが、ドイツ軍は撤退の際に港湾施設を破壊し、その復旧には数ヶ月を要した。

## 経済
伝統的に漁業と海軍施設関連の従事者が多い。海軍の造船所があり、英仏海峡を管区とするフランス海軍司令部のひとつが置かれている。戦後は原子力関連施設（ラ・アーグ再処理工場・メロックスMOX燃料加工工場など）が近隣に進出し経済に大きな割合を占めており、シェルブールはその搬出・搬入港としても機能している。

## 観光
- シェルブール海事博物館
- リベラシオン博物館

## 姉妹都市
- プール、イギリス
- ブレーマーハーフェン、ドイツ
- デヴァ、ルーマニア

## 関係者
- エマニュエル・リエ - シェルブール市長も務めた天文・植物学者
- アンリ・モレ - 同市出身の画家
- ジャン・マレー - 同市出身の俳優